# Reprezentacja Niemiec U-19 w piłce nożnej mężczyzn
Reprezentacja Niemiec U-19 w piłce nożnej – juniorska reprezentacja Niemiec, sterowana przez Niemiecki Związek Piłki Nożnej. Jest powoływana przez selekcjonera, w niej występować mogą wyłącznie zawodnicy, którzy w momencie przeprowadzania imprezy docelowej (finałów Mistrzostw Europy) nie przekroczyli 19 roku życia.
Największym sukcesem reprezentacji było zdobycie Mistrzostwa Europy do lat 19 w 2008 roku.

## Występy w ME U-19
- 2002: 2 miejsce
- 2003: Nie zakwalifikowała się
- 2004: Faza grupowa
- 2005: Półfinał
- 2006: Nie zakwalifikowała się
- 2007: Półfinał
- 2008: Mistrzostwo
- 2009: Nie zakwalifikowała się
- 2010: Nie zakwalifikowała się
- 2011: Nie zakwalifikowała się

## Trenerzy
| Trener          | Lata      |
| --------------- | --------- |
| Uli Stielike    | 2002-2004 |
| Dieter Eilts    | 2004-2005 |
| Uli Stielike    | 2005-2006 |
| Frank Engel     | 2006-2008 |
| Horst Hrubesch  | 2008-2010 |
| Ralf Minge      | 2010-2011 |
| Christian Ziege | 2011-     |